# Lurgan (stacja kolejowa)
Lurgan (ang. Lurgan railway station) – stacja kolejowa w Lurgan w hrabstwie Armagh, w Irlandii Północnej. Znajduje się na linii Belfast – Dublin. Jest obsługiwana przez pociągi NI Railways.

## Historia
Stacja została otwarta w 1841.

## Linie kolejowe
- Linia Belfast – Dublin

## Połączenia
Od poniedziałku do soboty pociągi kursują w odstępach półgodzinnych w kierunku Portadown lub Newry w jednym kierunku oraz do Lisburn, Belfast Great Victoria Street, Belfast Central i Bangor w drugim. Dodatkowe kursy są uruchamiane w godzinach szczytu, a zmniejsza się do jednego kursu na godzinę w godzinach wieczornych.
W niedziele co godzinę kursuje pociąg w obu kierunkach. Istnieje również usługa Enterprise tylko w niedzielę, z jednym pociągiem w każdą stronę do Dublin Connolly lub Belfast Central.